# Луї Франше д'Еспере
Луї Франше д'Еспере (1856—1942) — французький військовий діяч, дивізійний генерал (1909), маршал Франції (1921), воєвода Сербії (почесне звання). Учасник Першої світової війни.
Під час битви на р. Марна (притока Сени) (5–12 серпня 1914) командував армією, в червні–листопаді 1918 — командувач Салоніцьким фронтом, згодом — головнокомандувач військами Антанти в м. Стамбул, у тому числі військами інтервентів в Одесі та Криму.